# Осада Константинополя (717—718)
Осада Константинополя — вторая осада Константинополя арабами в 717—718 годах. Последняя арабская осада столицы Византии.

## Предыстория
После первой осады Константинополя арабами (674—678) арабы и византийцы пережили период мира. После 680 г. халифат Омейядов был в агонии второй мусульманской гражданской войны, и последующее господство Византии на Востоке позволило императорам получать огромные суммы дани от правительства Омейядов в Дамаске. В 692 г., когда Омейяды вышли победителями из гражданской войны, император Юстиниан II возобновил войну, результатом которой стала серия арабских побед, потере контроля империи над Арменией и кавказскими княжествами и постепенному посягательству на византийские окраины. Год за годом полководцы халифата, обычно из семьи Омейядов, совершали набеги и захватывали крепости и города. После 712 г. византийская оборонительная система стала подавать признаки распада: арабские набеги все дальше и дальше проникали в Малую Азию, пограничные крепости неоднократно подвергались нападениям и разграблениям, а упоминания о реакции Византии в источниках становятся все более скудными. В этом арабам помог длительный период внутренней нестабильности, последовавший за первым свержением Юстиниана II в 695 г., когда византийский престол семь раз переходил из рук в руки в результате насильственных переворотов. По словам византиниста Уоррена Тредголда, «арабские атаки в любом случае усилились бы после окончания их собственной гражданской войны. Имея гораздо больше людей, земли и богатства, чем Византия, арабы начали концентрировать все свои силы против неё. Теперь они угрожали полностью уничтожить империю, захватив её столицу».
Вторая осада Константинополя была для Византии куда более опасной, чем первая, так как, в отличие от слабой блокады 674—678 гг., арабы предприняли прямую, хорошо спланированную атаку на византийскую столицу и попытались полностью отрезать город с земли и моря. Осада представляла собой последнюю попытку халифата «отрубить голову» Византийской империи, после чего её оставшиеся провинции, особенно в Малой Азии, можно было легко захватить. 

## Начальные этапы кампании

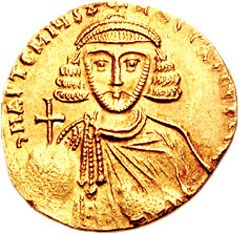
Золотой солид Анастасия II.

Успехи арабов открыли путь ко второму штурму Константинополя, начатому уже при халифе Валиде I. После его смерти его брат и преемник Сулейман взялся за проект с повышенной энергией, согласно арабским источникам, из-за пророчества о том, что халиф, носящий имя пророка, захватит Константинополь; Сулейман (Соломон) был единственным членом семьи Омейядов, носившим такое имя. Согласно сирийским источникам, новый халиф поклялся «не прекращать борьбу против Константинополя, пока не истощит страну арабов или не возьмет город». Силы Омейядов начали собираться на равнине Дабик к северу от Алеппо под непосредственным руководством халифа. Однако, поскольку Сулейман был слишком болен, чтобы вести кампанию, он доверил командование своему брату Масламе ибн Абдeл-Малику. Операция против Константинополя пришлась на время, когда империя Омейядов переживала период непрерывной экспансии на восток и запад. Мусульманские армии продвинулись в Трансоксиану, Индию и Вестготское королевство.
Арабские приготовления, особенно строительство большого флота, не остались незамеченными встревоженными византийцами. Император Анастасий II отправил в Дамаск посольство под предводительством патрикия и городского префекта Даниила Синопского якобы для того, чтобы призывать к миру, но на самом деле для шпионажа за арабами. Анастасий, в свою очередь, начал готовиться к неминуемой осаде: укрепления Константинополя были отремонтированы и оснащены достаточной артиллерией (катапульты и другие осадные орудия), а в город были доставлены продовольственные запасы. Кроме того, были эвакуированы те жители, которые не могли запастись продовольствием в течение как минимум трёх лет. Анастасий укрепил свой флот и в начале 715 г. направил его против арабского флота, пришедшего в Феникс — обычно отождествляемого с современным Финике в Ликии, это может быть также современный Фенакет на Родосе, или, возможно, Финикия (современный Ливан), славившаяся своими кедровыми лесами. Однако на Родосе византийский флот, поддержанный воинами фемы Опсикий, взбунтовался, убил полководца Иоанна Диакона и отплыл на север в Адрамитион. Там они провозгласили сборщика налогов Феодосия императором. Aнастасий переправился в Вифинию чтобы противостоять восстанию, но флот повстанцев отплыл в Хрисополь. Оттуда он совершал атаки на Константинополь, пока в конце лета сочувствующие в столице не открыли им свои ворота. Анастасий продержался в Никее несколько месяцев, в конце концов согласившись уйти в монахи. Воцарение Феодосия, который, судя по источникам, кажется одновременно нежелающим и неспособным, в качестве марионеточного императора Опсикия, вызвало реакцию других фем, особенно Анатолик и Армениакон и их стратегов Льва Исавра и Артавазда.

Византийская Малая Азия и Фракия в нач. VIII в.

В этих условиях почти гражданской войны арабы начали своё тщательно подготовленное наступление. В сентябре 715 г. авангард под командованием генерала Сулеймана ибн Муада двинулся через Киликию в Малую Азию, взяв по пути стратегическую крепость Лулон. Они перезимовали в Афике, неустановленном месте у западного выхода из Киликийских ворот. В начале 716 г. армия Сулеймана продолжила свой путь в Среднюю Малую Азию. Флот Омейядов под командованием Умара ибн Хубайры курсировал вдоль побережья Киликии, в то время как Маслама ибн Абд аль-Малик ждал развития событий с основной армией в Сирии.
Арабы надеялись, что разобщенность византийцев сыграет им на руку. Маслама уже установил контакт со Львом Исавром. Французский ученый Родольф Гийан предположил, что Лев предлагал стать вассалом халифата, хотя византийский генерал намеревался использовать арабов в своих целях. В свою очередь, Маслама поддержал его, надеясь максимально запутать и ослабить империю, облегчив себе задачу по взятию Константинополя.
Первой целью Сулеймана была стратегически важная крепость Аморий, которую арабы намеревались использовать в качестве базы следующей зимой. Он остался беззащитным в суматохе гражданской войны и легко бы пал, но арабы предпочли укрепить позиции Льва в качестве противовеса Феодосию. Они предложили городу условия капитуляции, если его жители признают Льва императором. Крепость капитулировала, но так и не открыла свои ворота арабам. Лев подошёл к окрестностям с горсткой солдат и с помощью уловок и переговоров разместил там 800 человек. Арабская армия, которой помешали достичь своей цели и у которой заканчивались припасы, отступила. Лев бежал в Писидию и летом при поддержке Артавазда был провозглашён и коронован византийским императором, открыто бросив вызов Феодосию.

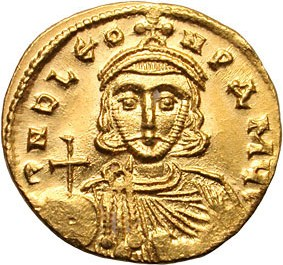
Золотой солид Льва III.

Успех Льва при Амориуме был своевременным, так как Маслама с главной арабской армией тем временем пересек Таврские горы и двинулся прямо к городу. Вдобавок, поскольку арабский полководец не получил известий о двурушничестве Льва, он не опустошил Армениак и Анатолик, чьих стратигов он все ещё считал своими союзниками. Встретившись с отступающей армией Сулеймана и узнав о случившемся, Маслама изменил направление: он напал на Акроин и оттуда двинулся на западное побережье, чтобы провести зиму. По пути он разграбил Сарды и Пергам. Арабский флот перезимовал в Киликии. Лев тем временем начал свой поход на Константинополь. Он захватил Никомедию, где нашел и захватил, в числе других чиновников, сына Феодосия, а затем двинулся на Хрисополь. Весной 717 г. после непродолжительных переговоров он добился отставки Феодосия и признания себя императором, вступив в столицу 25 марта. Феодосию и его сыну было разрешено уйти в монастырь в качестве монахов, а Артабасдос был произведён в куропалаты и получил руку дочери Льва Анны.

## Силы сторон
С самого начала арабы готовились к крупному штурму Константинополя. Сирийская Хроника Зукнин конца VIII в. сообщает о бесчисленности арабов, в то время как сирийский летописец XII в. Михаил Сириец упоминает 200 тыс. человек и 5 тыс. кораблей. Арабский писатель X в. аль-Масуди упоминает 120 тыс. воинов, а в отчете Феофана Исповедника присутствуют 1,8 тыс. кораблей. Припасы на несколько лет копились, складировались осадные машины и зажигательные материалы (нафта). Говорят, что один только поезд снабжения насчитывал 12 000 человек, 6 тыс. верблюдов и 6 тыс. ослов, в то время как, по словам историка XIII в, Абу-ль-Фараджи бин Харуна в войсках было 30 000 добровольцев (мутава). Силы византийцев неизвестны, но оборона Константинополя, вероятно, не превышала 15 тыс. человек с учётом как истощения живой силы Византийской империи, так и необходимостью оплачивать и снабжать такие силы.
Какими бы ни были истинные цифры, нападавших было значительно больше, чем защитников; по словам Тредголда, арабское войско могло превосходить численностью всю византийскую армию. Мало что известно о подробном составе арабских сил, но похоже, что они в основном состояли и возглавлялись сирийцами и джазирцами из элиты ахл аш-шам («народ Сирии»), бывшими главной опоры Омейядов и ветеранов войн с Византией. Наряду с Масламой, Умар ибн Хубайра, Сулейман ибн Муад и Бахтари ибн аль-Хасан упоминаются как его помощники Феофан и Агапий из Иераполиса, в то время как более поздний Китаб аль-Уюн заменяет Бахтари Абдаллахом аль-Батталом.
Хотя осада поглотила большую часть живой силы и ресурсов халифата, набеги на византийское пограничье в восточной части Малой Азии совершались и во время осады: в 717 году сын халифа Сулеймана Дауд захватил крепость возле Мелитены и в 718 году Амр ибн Кайс совершил набег. На византийской стороне цифры неизвестны. Помимо приготовлений Анастасия II (которыми можно было пренебречь после его низложения), византийцы могли рассчитывать на помощь болгарского царя Тервеля, с которым Лев заключил договор, который, возможно, включал союз против арабов.

## Ход осады

Окрестности Константинополя в начале VIII века нашей эры.

В начале лета Маслама приказал своему флоту присоединиться к нему и со своей армией вступил во Фракию через пролив Геллеспонт в Абидосе. Арабы начали свой поход на Константинополь, полностью опустошая сельскую местность, собирая припасы и грабя города, с которыми они столкнулись. В середине июля или середине августа арабская армия достигла Константинополя и полностью изолировала его на суше, построив двойную каменную осадную стену, одной стороной обращённой к городу, а другой — к фракийской сельской местности, разместив свой лагерь посередине. Согласно арабским источникам, в этот момент Лев предложил заплатить выкуп с города в размере по золотой монете за каждого жителя, но Маслама ответил, что мира с побеждёнными быть не может и что арабский гарнизон для Константинополя уже подобран.
Арабский флот под командованием Сулеймана (которого в средневековых источниках часто путают с самим халифом) прибыл 1 сентября, сначала бросив якорь у Хебдомона. Двумя днями позже Сулейман повёл свой флот в Босфор, и эскадры стали бросать якоря у европейских и азиатских предместий города: одна часть отплыла к югу от Халкидона в гавани Евтропия и Анфемиоса, чтобы охранять южный вход в Босфор, в то время как остальная часть флота вошла в пролив, прошла мимо Константинополя и начала выходить на берег на побережье между Галатой и Кледионом, перерезав сообщение византийской столицы с Чёрным морем. Но когда арьергард арабского флота в составе двадцати тяжёлых кораблей с 2 тыс. пехотинцев проходил мимо города, южный ветер остановился, а затем изменил направление и отнес их к городским стенам, где византийская эскадра атаковала их греческим огнём. Феофан сообщил, что ряд кораблей пошёл ко дну с экипажами, а другие, сгорая, доплыли до Принцевых островов Оксеи и Плати. Победа воодушевила византийцев и удручила арабов, которые, по словам Феофана, изначально намеревались подплыть к морским стенам ночью и попытаться взобраться на них с помощью рулевых лопастей. В ту же ночь Лев поднял цепь между городом и Галатой, закрыв вход в Золотой Рог. Арабский флот не хотел вступать в бой с византийцами и отошёл в безопасную гавань Состенион дальше на север на европейском берегу Босфора.

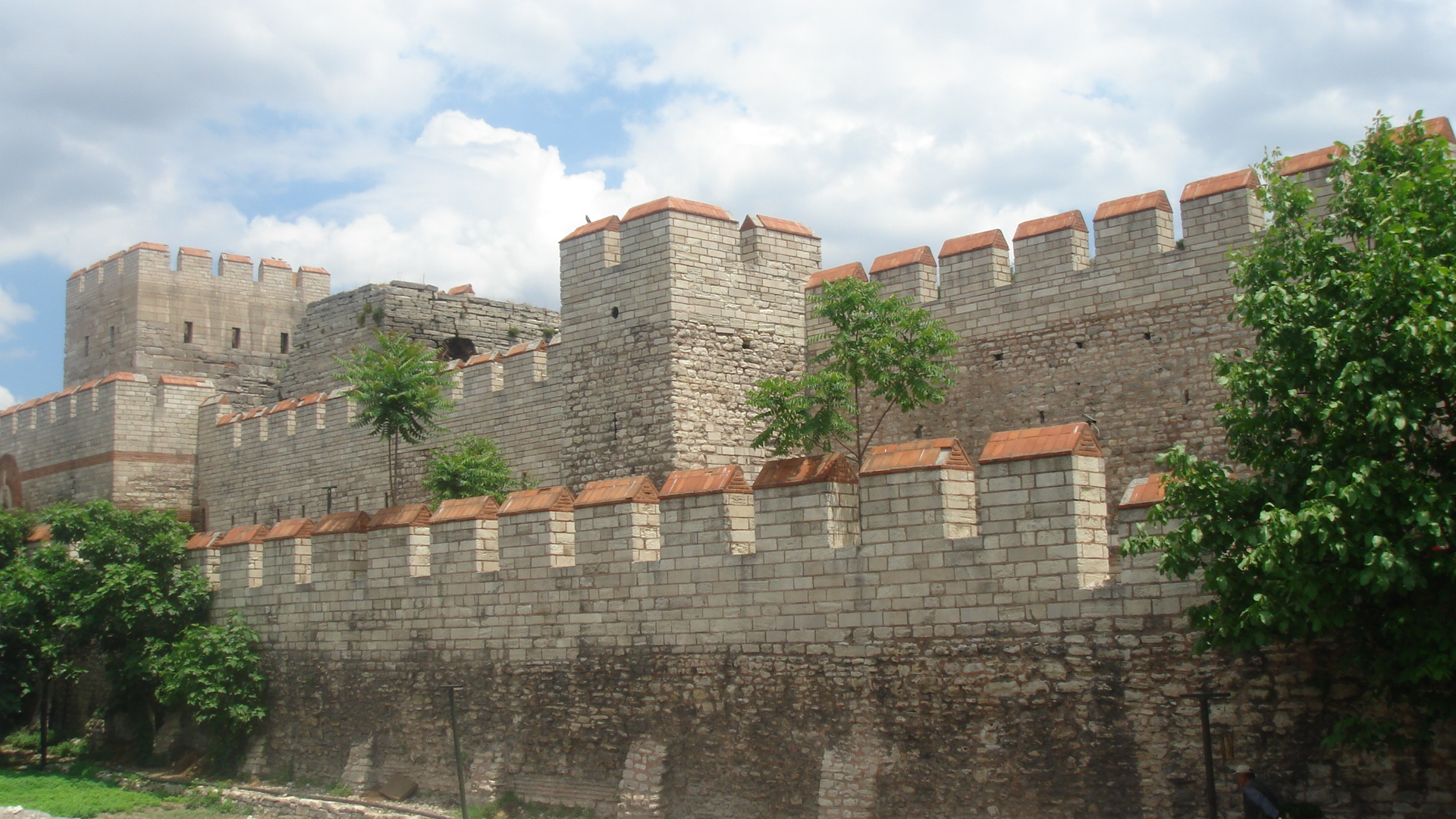
Феодосиевы стены Константинополя.

Арабская армия была хорошо снабжена: арабские хронисты сообщали о высоких холмах сложенных в лагере припасов, и даже привезённой с собой для посева и сбора урожая в следующем году пшенице. Однако неспособность арабского флота блокировать город означала, что византийцы тоже могли переправлять провизию. Кроме того, арабская армия уже опустошила фракийскую сельскую местность во время своего марша и не могла полагаться на неё в поисках пищи. Арабский флот и вторая арабская армия, действовавшая в азиатских пригородах Константинополя, смогли доставить лишь ограниченное число припасов. По мере того как осада приближалась к зиме, между двумя сторонами начались переговоры, о которых широко сообщалось в арабских источниках, но ничего неизвестно у их византийских коллег. Согласно арабским источникам Лев продолжал вести с арабами двойную игру, по версии одного из них он обманом заставил Масламу передать большую часть своих запасов зерна, по другой версии арабского полководца уговорили сжечь их вообще, чтобы припугнуть горожан неизбежностью штурма. Зима 718 г. была чрезвычайно суровой; снег покрывал землю более трех месяцев. Когда припасы в арабском лагере закончились, разразился ужасный голод: воины ели своих лошадей, верблюдов и другой скот, а также кору, листья и корни деревьев. Они подметали снег с полей, которые засеяли, чтобы съесть зелёные побеги, и, как сообщается, прибегали к каннибализму и поеданию человеческих и животных испражнений. Осаждающие подверглись неизбежным эпидемиям, Павел Диакон оценил число умерших от голода и болезней в 300 тыс. человек.

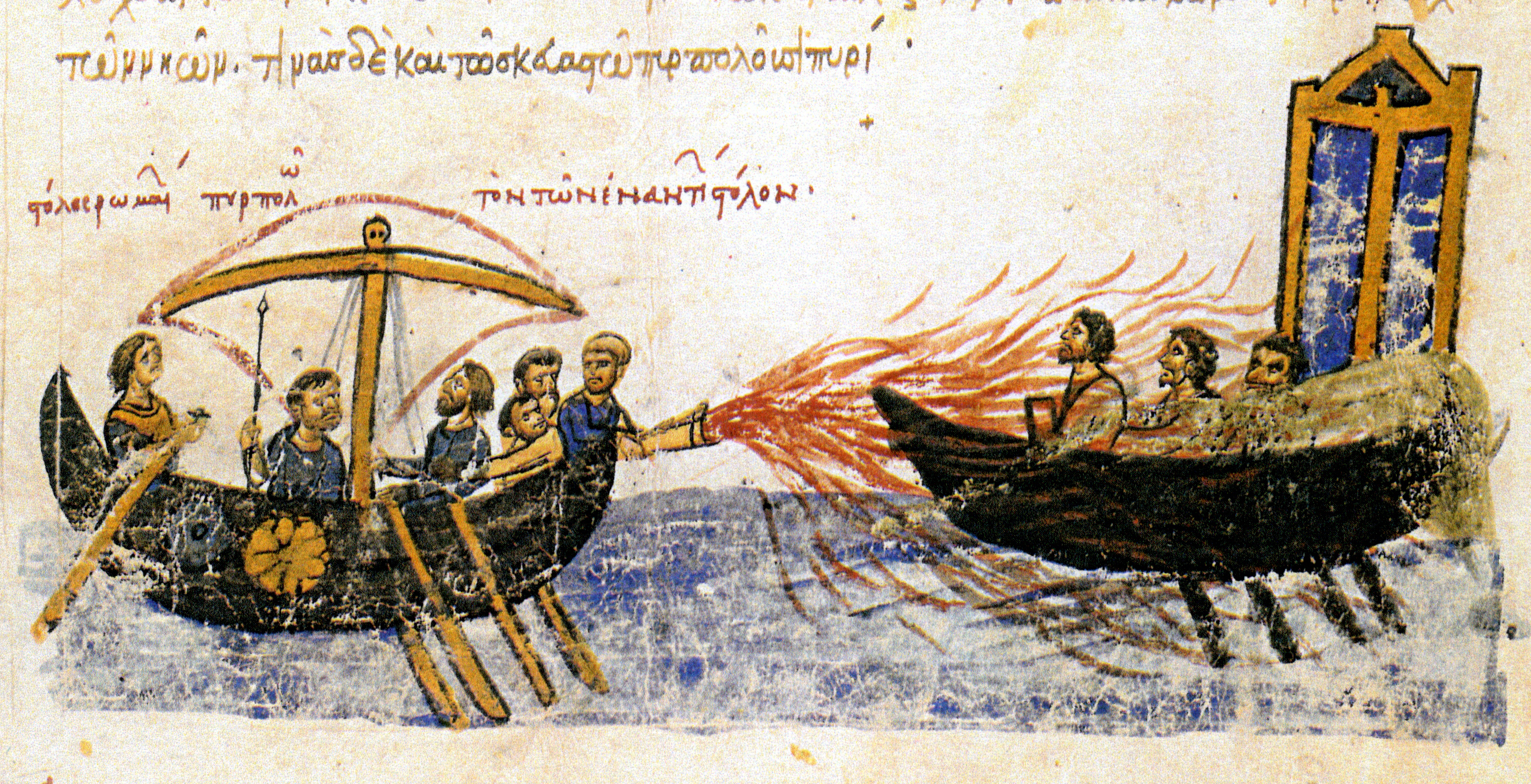
Византийцы применяют греческий огонь (Мадридский Скилица).

Положение арабов должно было улучшиться весной, когда новый халиф Умар II отправил на помощь осаждающим два флота: 400 кораблей из Египта под командованием Суфьяна и 360 кораблей из Африки под командованием Изида, наполненные припасами и оружием. В то же время свежая армия начала марш через Малую Азию, чтобы помочь в осаде. Когда новые флотилии прибыли в Мраморное море, они держались на расстоянии от византийцев и бросили якорь на азиатском берегу: египетская — в Никомидийском заливе у современной Тузлы, африканская — к югу от Халкидона (в Сатиросе, Бриасе и Карталимене). Однако большая часть экипажей арабского флота состояла из египтян-христиан, и по прибытии они начали переходить на сторону единоверцев. Уведомлённый ими о прибытии и месторасположении арабского подкрепления, Лев направил свой флот в атаку. Ослабленные дезертирством и беспомощные перед греческим огнем, арабские корабли были уничтожены или захвачены вместе с грузом. Теперь Константинополь был в безопасности от нападения с моря. На суше византийцы также одержали победу: их войскам удалось устроить засаду на шедшую арабскую армии под командованием Мардасана и уничтожить её в холмах вокруг Софона, к югу от Никомедии.
С отсутствием арабского флота Константинополь мог легко снабжать себя с моря, и городские рыбаки вернулись к работе. Все ещё страдая от голода и чумы, арабы проиграли крупное сражение болгарам, которые по словам Феофана убили 22 тыс. Источники расходятся в деталях участия болгар в осаде: Феофан и ат-Табари сообщают об их атаке на арабский лагерь (вероятно, из-за договора со Львом), тогда как по сирийской хронике 846 г. арабы забрели на территорию царства в поисках провизии. Михаил Сириец упоминает, что булгары участвовали в осаде с самого начала, нападая на арабов, когда они шли через Фракию к Константинополю, а затем и на их лагерь. Осада явно провалилась, и халиф Умар приказал Масламе отступить. 15 августа 718 года, после тринадцати месяцев осады, арабы ушли. Дата совпадала с праздником Успения Богородицы, и именно ей византийцы приписывали свою победу. Уходящим арабам не препятствовали и на них не нападали, но их флот потерял много кораблей во время шторма в Мраморном море, также ряд суден был сожжён пеплом вулкана Санторини и захвачены византийцами, так что Феофан сообщал о возвращении в Сирию лишь пяти кораблей. Арабские источники утверждают, что всего погибло 150 тыс. мусульман, и эта цифра, по словам византиниста Джона Хэлдона, «хотя и явно завышена, тем не менее свидетельствует о чудовищности катастрофы в средневековых глазах».

## Результаты
Причины неудачи арабов были главным образом материально-техническими, поскольку они действовали слишком далеко от своих сирийских баз, но превосходство византийского флота за счет использования греческого огня, сила укреплений Константинополя и умение Льва III обманывать и вести переговоры также сыграли важную роль.

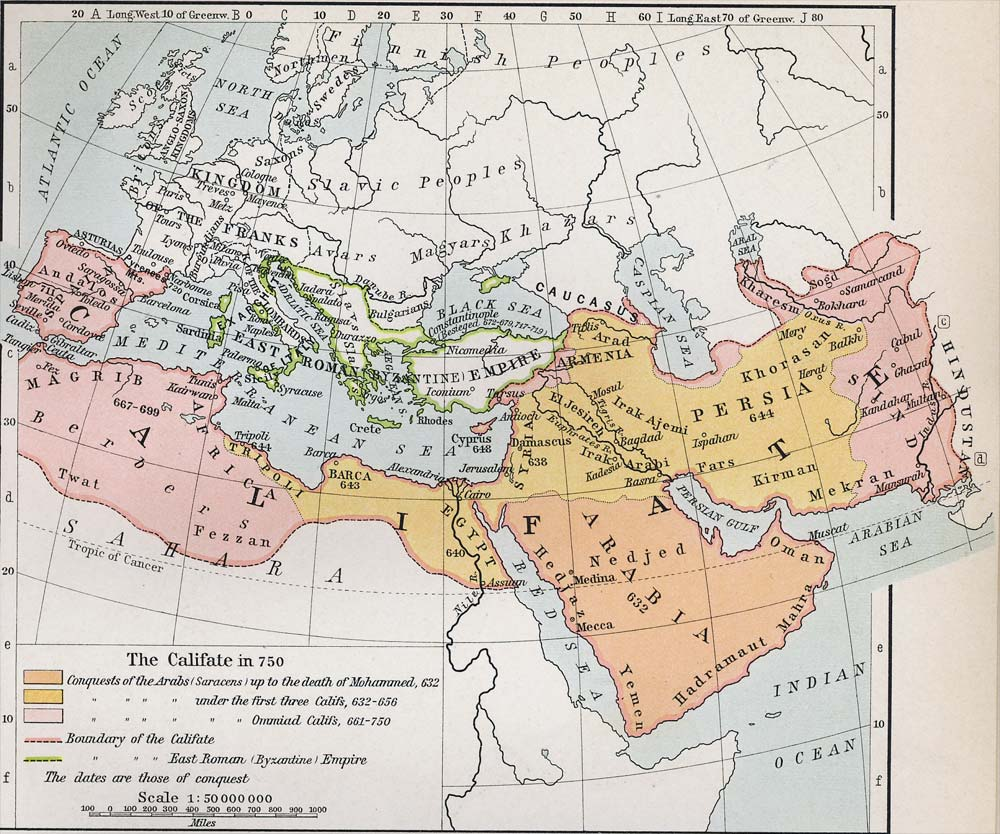
Расширение арабского халифата до 750 г. (Исторический атлас Уильяма Роберта Шеперда.
Арабское государство к моменту смерти Мухаммеда.
Экспансия Праведного халифата
Расширение халифата Омейядов
Византия

Провал экспедиции ослабил государство Омейядов. Как считал историк Бернард Льюис: «Ее неудача стала серьёзным моментом для власти Омейядов. Финансовые трудности, связанные с оснащением и содержанием экспедиции, привели к обострению фискального и финансового гнета, который уже вызвал такое опасное сопротивление. Уничтожение флота и армии Сирии у морских стен Константинополя лишили режим главной материальной основы его власти». Удар по могуществу Халифата был тяжёлым, и хотя сухопутная армия не понесла таких потерь, как флот, из письменных источников известно, что Умар подумывал об уходе из недавно завоёванных Испании и Средней Азии, а также о полной эвакуации Киликии и других захваченных в предыдущие годы арабами византийских земель. Хотя его советники отговаривали от таких решительных действий, большинство арабских гарнизонов было выведено из византийских приграничных районов, которые они оккупировали в преддверии осады. В Киликии только Мопсуестия оставалась в руках арабов как оборонительный бастион для защиты Антиохии. 
Византийцы даже на какое-то время вернули себе часть территории в западной Армении. В 719 г. византийский флот совершил набег на сирийское побережье и сжег порт Лаодикеи, а в 720 или 721 году византийцы напали и разграбили Тиннис в Египте. Лев также восстановил контроль над Сицилией, где новости об осаде Константинополя арабами и ожидания падения города побудили местного губернатора объявить императором Василия Ономагула. Однако именно в это время прекратился эффективный византийский контроль над Сардинией и Корсикой.
Кроме того, византийцам не удалось использовать свой успех в проведении собственных атак против арабов. В 720 г. после двухлетнего перерыва возобновились набеги арабов на Византию, хотя теперь они были направлены уже не на завоевание, а на захват добычи. Атаки арабов снова усилились в течение следующих двух десятилетий, вплоть до крупной победы Византии в битве при Акрононе в 740 году. В сочетании с военными поражениями на других фронтах чрезмерно разросшегося Халифата и внутренней нестабильностью, кульминацией которой стала Аббасидская революция, эпоха арабской экспансии подошла к концу.

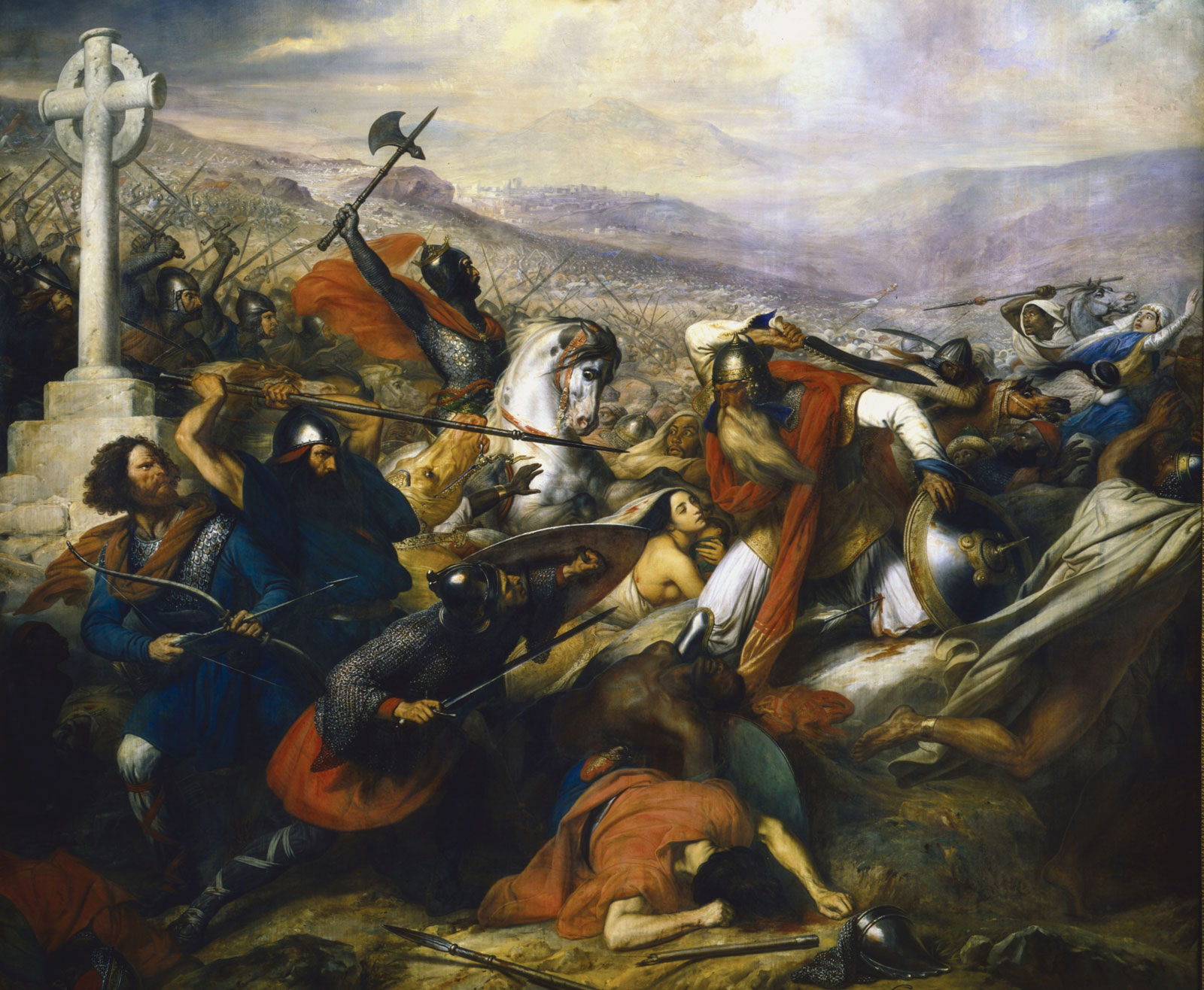
Вместе с битвой при Пуатье 732 г. осада Константинополя остановила продвижение мусульман в Европу.

Неудача привела к глубокому изменению характера войны между Византией и халифатом. Мусульманская цель завоевания Константинополя была фактически оставлена, и граница между двумя империями стабилизировалась по линии гор Тавр и Антитавр, через которую обе стороны продолжали совершать регулярные набеги и контррейды. В этой непрекращающейся пограничной войне местные города и крепости часто переходили из рук в руки, но общий контур границы оставался неизменным более двух столетий, вплоть до византийских завоеваний X в. Восточный флот халифата пришел в упадок на столетие; только ифрикийский флот совершал регулярные набеги на византийскую Сицилию, пока они тоже не прекратились после 752 г. За исключением наступления армии Аббасидов под командованием Харун ар-Рашида до Хрисополя в 782 г., никакая другая арабская армия больше никогда не попадала в поле зрения византийской столицы. С мусульманской стороны сами рейды со временем приобрели почти ритуальный характер и расценивались в основном как демонстрация продолжающегося джихада и финансировались государством как символ лидирующей роли в мусульманской общине.

## Историческое значение
Исход осады имел большое историческое значение. Удержание византийской столицы сохраняло империю как оплот против исламской экспансии в Европу вплоть до XV в., когда она пала перед турками-османами. Наряду с битвой при Пуатье в 732 году успешная защита Константинополя рассматривалась как инструмент, способствовавший остановке мусульманской экспансии в Европу. Историк Эккехард Эйкхофф пишет, что «если бы победоносный халиф уже в начале средневековья превратил Константинополь в политическую столицу ислама, как это произошло в конце средневековья с османами, последствия для христианской Европы […] были бы неисчислимы», поскольку Средиземное море превратилось бы в арабское озеро, а германские государства-преемники в Западной Европе были бы отрезаны от средиземноморских корней своей культуры. Военный историк Пол К. Дэвис резюмировал важность осады следующим образом: «Отразив мусульманское вторжение, Европа осталась в руках христиан, и до пятнадцатого века не существовало серьёзной мусульманской угрозы для Европы. Эта победа, совпавшая с победой франков при Пуатье (732 г.) ограничили западную экспансию ислама южным Средиземноморьем». Так, историк Джон Б. Бьюри назвал 718 год «вселенской датой», а греческий историк Спиридон Ламброс сравнил осаду с битвой при Марафоне, а Лев III — с Мильтиадом. Тем самым военные историки часто включают осаду в списки «решающих сражений» мировой истории.

## Арабский миф
Среди арабов осада 717—718 годов стала самой известной из их экспедиций против Византии. Несколько отчетов сохранились, но большинство из них были составлены в более поздние времена и являются полувымышленными и противоречивыми. В легенде поражение превратилось в победу: Маслама отбыл только после символического въезда в византийскую столицу на своем коне в сопровождении тридцати всадников, где Лев с почетом принял его и повел к собору Святой Софии. После того, как Лев отдал Масламе присягу и пообещал дань, Маслама и оставшееся войско (30 тыс. из отправившихся в поход 80 тыс.), отправились в Сирию. Рассказы об осаде повлияли на аналогичные эпизоды в арабской эпической литературе. Осада Константинополя встречается в рассказе об Омаре бин ан-Нуумане и его сыновьях в «Тысяче и одной ночи», а Маслама и халиф Сулейман появляются в рассказе «Сто и одна ночь» из Магриба. Командир телохранителя Масламы Абдаллах аль-Баттал стал знаменитой фигурой в арабской и турецкой поэзии как «Баттал Гази» за свои подвиги во время арабских походов в последующие десятилетия. Точно так же эпос X в. «Дельхемма», связанный с циклом Баттала, дает беллетризованную версию осады 717—718 годов.
Более поздние мусульманские и византийские традиции также приписывают Масламе строительство первой мечети Константинополя рядом с городским преторием. На самом деле мечеть там, вероятно, была построена примерно в 860 г. по итогам визита арабского посольства. Османская традиция также приписывает Масламе строительство Арабской мечети в расположенной за пределами Константинополя Галате, хотя ошибочно датирует это примерно 686 годом, вероятно, перепутав нападение Масламы с первой арабской осадой в 670-х годах. Уход арабской армии также оставил следы в Абидосе, где в X в. ещё были известны «Колодец Масламы» и приписываемая ему мечеть.
В конце концов, после неоднократных неудач перед Константинополем и продолжающейся стойкости византийского государства, мусульмане начали проецировать падение Константинополя на далекое будущее. Таким образом, оно стало рассматриваться как один из признаков наступления последних времен в исламской эсхатологии. Осада стала мотивом и в византийской апокалиптической литературе: решающие финальные сражения против арабов перед стенами Константинополя были представлены в греческом переводе сирийского Апокалипсиса Псевдо-Мефодия и Апокалипсиса Даниила в начале VIII в., которые были написаны либо во время осады или столетие спустя.